# Deseret News
Deseret News (/ˌdɛzəˈrɛt/) é um jornal multiplataforma com sede em Salt Lake City, publicado pela Deseret News Publishing Company, uma subsidiária da Deseret Management Corporation, que é propriedade de A Igreja de Jesus Cristo dos Santos dos Últimos Dias. Fundado em 1850, foi o primeiro jornal a ser publicado em Utah. O nome da publicação é inspirada na área geográfica de Deseret identificada pelos pioneiros mórmons de Utah, e muitos dos seus artigos são sobre essa região.
Em 1 de janeiro de 2021, o jornal mudou do formato impresso diário para semanal, continuando a publicar diariamente na página da internet e no aplicativo. A empresa também publica 10 edições da Deseret Magazine por ano.